# لوسي بومونت
لوسي بومونت (بالإنجليزية: Lucy Beaumont)‏ هي ممثلة بريطانية، ولدت في 18 مايو 1873 في المملكة المتحدة، وتوفيت في 24 أبريل 1937 بنيويورك في الولايات المتحدة بسبب مرض.

## أعمال

### أفلام
- (1928) الحشد
- (1931) روح حرة

## وصلات خارجية
- لوسي بومونت على موقع IMDb (الإنجليزية)
- لوسي بومونت على موقع ألو سيني (الفرنسية)
- لوسي بومونت على موقع أول موفي (الإنجليزية)
- لوسي بومونت على موقع قاعدة بيانات برودواي على الإنترنت (الإنجليزية)
- لوسي بومونت على موقع قاعدة بيانات الأفلام السويدية (السويدية)
- لوسي بومونت على موقع قاعدة بيانات الفيلم (الإنجليزية)
- لوسي بومونت على موقع كينوبويسك (الروسية)